# تینا راثبورن
تینا راثبورن (انگلیسی: Tina Rathborne؛ زادهٔ ۱۹۵۰) کارگردان فیلم و فیلم‌نامه‌نویس اهل ایالات متحده آمریکا است. وی بین سال‌های ۱۹۸۵ تا ۲۰۰۱ میلادی فعالیت می‌کرد. او بیشتر برای نویسندگی و کارگردانی فیلم زلی و من (۱۹۸۸) شناخته می‌شود که نخستین کارگردانی فیلمی بلند توسط او بود.